# Trasa Olszynki Grochowskiej
Trasa Olszynki Grochowskiej – planowana trasa w Warszawie.
Trasa Olszynki Grochowskiej na południu Warszawy ma być zlokalizowana około w połowie pomiędzy Wałem Miedzeszyńskim i ul. Patriotów.
Dalej trasa ma biec na północ, przecinając ul. Borowiecką, następnie po ul. Motylkowej, przetnie ul. Lucerny pomiędzy Traktem Lubelskim i Węglarską oraz przetnie Trakt Lubelski przy ul. Klimontowskiej. Dalej trasa przetnie ul. Ostrobramską na wysokości Dęblińskiej, ul. Grochowską przy Kwatery Głównej, przetnie tory kolejowe PKP Grochów oraz ulicę Gwarków przy ul. Matecznik.
Dalej ma biec wzdłuż granicy Warszawy i Ząbek, przecinając ul. Łodygową przy Klamrowej, Bystrą przy 11 Listopada i Batorego (już w Ząbkach). Na Lewandowie w okolicach Głębockiej połączy się z ulicą Nowowincentego. Na wysokości skrzyżowania Kątów Grodziskich i ulicy Wyszkowskiej nastąpi przecięcie z Trasą Mostu Północnego, a dalej ul. Wyszkowską przy Suchocińskiej i na koniec ul. Zdziarską pomiędzy Ruskowy Bród i Stanisława Chudoby.